# Brøns (Tønder Kommune)
Brøns (deutsch Bröns) ist ein nordschleswigscher Ort mit 374 Einwohnern (1. Januar 2025) im Nordwesten der süddänischen Tønder Kommune. Brøns befindet sich (Luftlinie) circa 5 km nordwestlich von Skærbæk und 16 km südlich von Ribe im Kirchspiel Brøns. Die Nordseeküste ist ungefähr 3 km entfernt.

## Geschichte
Das Kirchspiel Brøns unterstand der Propstei Tørninglehn im Bistum Ribe und war ab 1580 königliche Enklave und damit bis 1864 nicht Teil des Herzogtums Schleswig.
Im Zusammenhang mit der Schleswig-Holsteinischen Erhebung griffen am 22. Januar 1849 ein Landsturm aus königstreuen jütischen Bauern bei eine Abteilung der Schleswig-Holsteinischen Armee an, wobei drei dänische Freischärler und zwei schleswig-holsteinische Soldaten fielen. Ein Gedenkstein am Ort erinnert an fünf Gefallene.
1867 wurde der Ort der preußischen Provinz Schleswig-Holstein eingegliedert und wurde erst nach der Volksabstimmung in Schleswig 1920 wieder dänisch.

## Brøns Kirke
Die Brøns Kirke im Süden des Ortes wurde in den Jahren zwischen 1200 und 1250 aus rheinischem Tuffstein erbaut mit späteren Ergänzungen aus heimischen Granitquadern und Mauerziegeln. Dabei sind der Chor und die halbkuppelförmige Apsis einige Jahrzehnte älter als das Kirchenschiff. Mit einer Länge von 48 Metern ist sie die größte romanische Dorfkirche Dänemarks. Der spätgotische Turm im Tørninglehn-Stil wurde um 1500 angebaut. Ursprünglich war die Kirche dem heiligen Willehad geweiht.

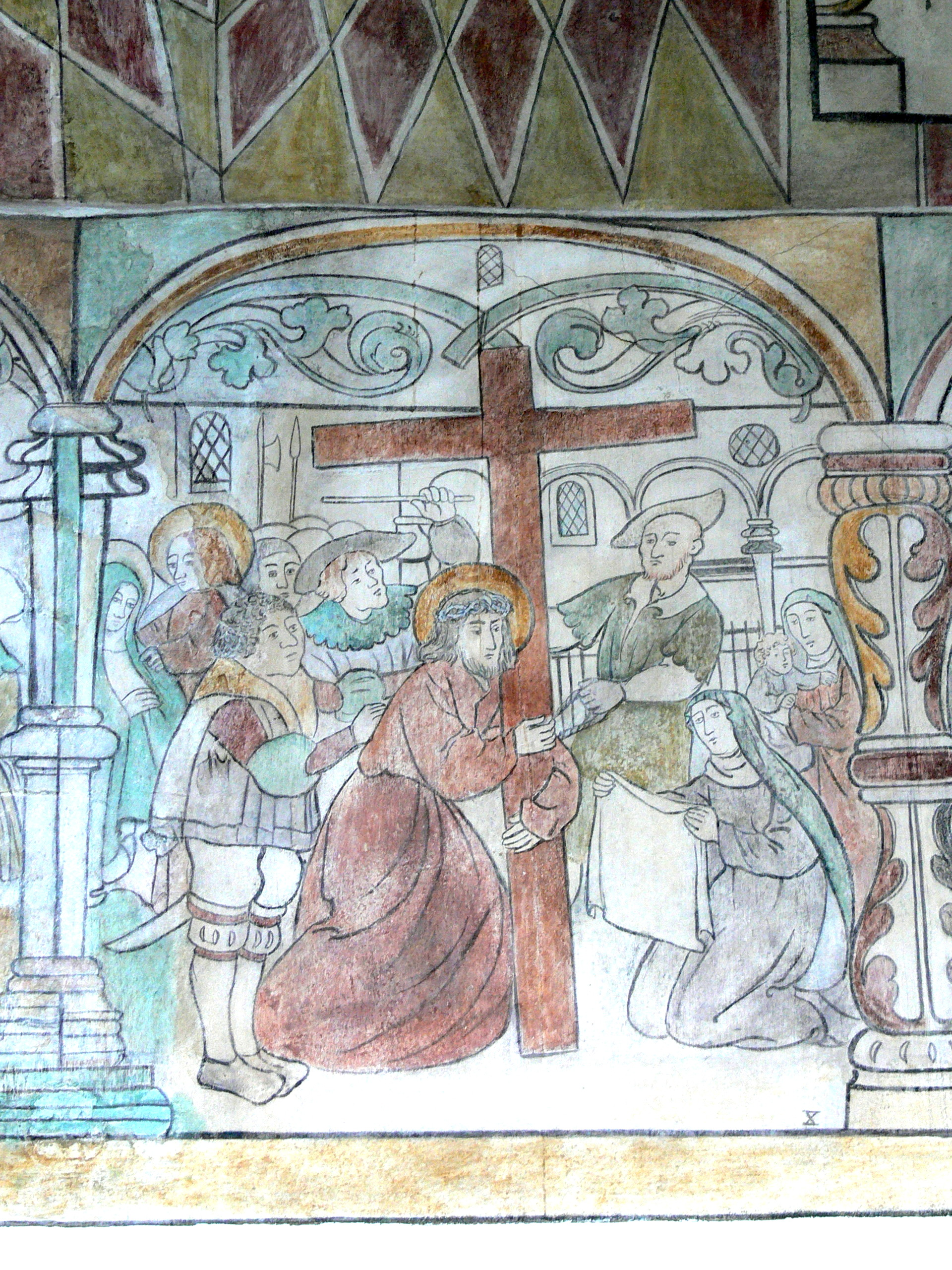
Szene aus dem Passionszyklus: Jesus begegnet der heiligen Veronika
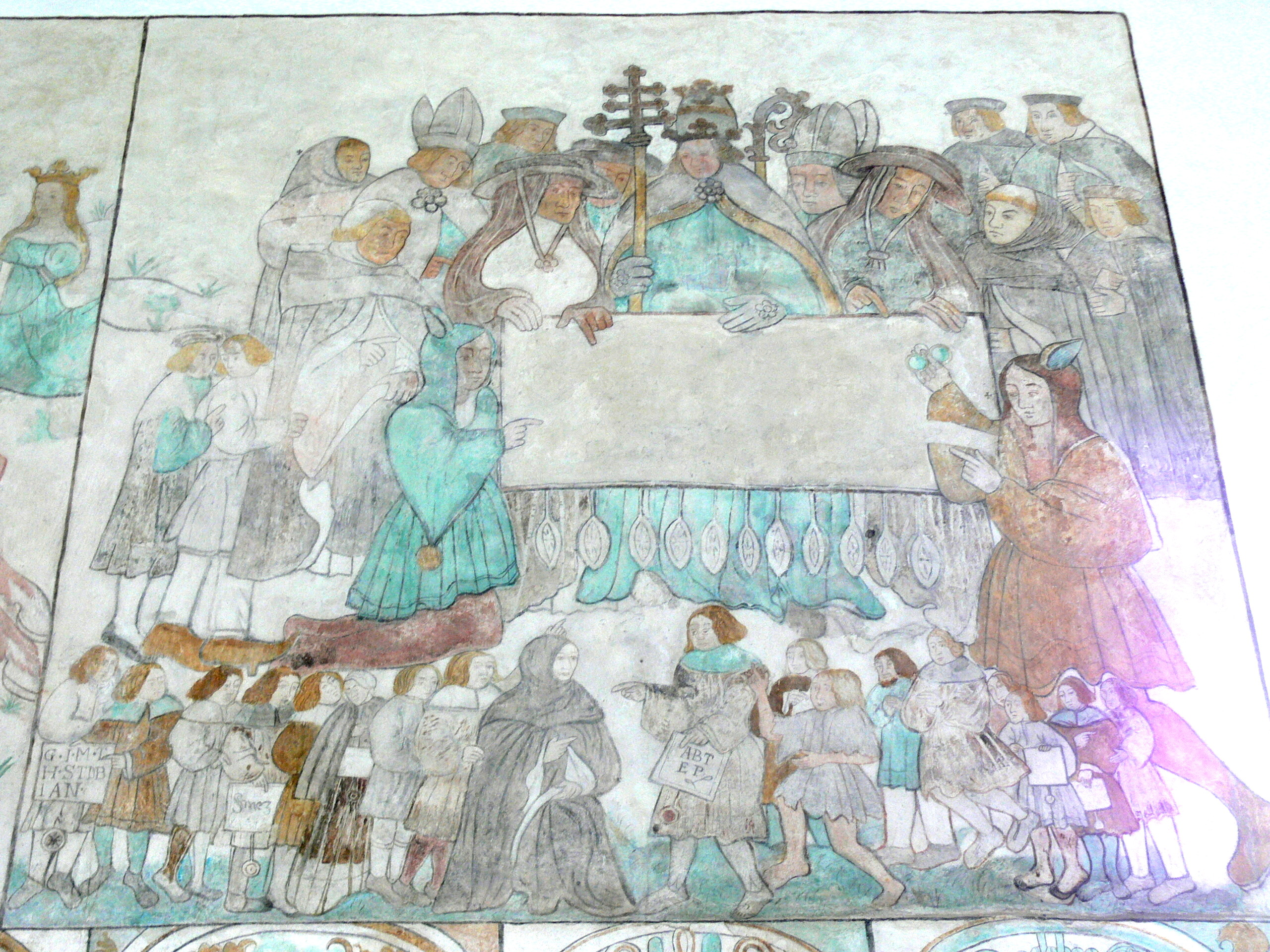
Der Papst mit der leeren Bulle
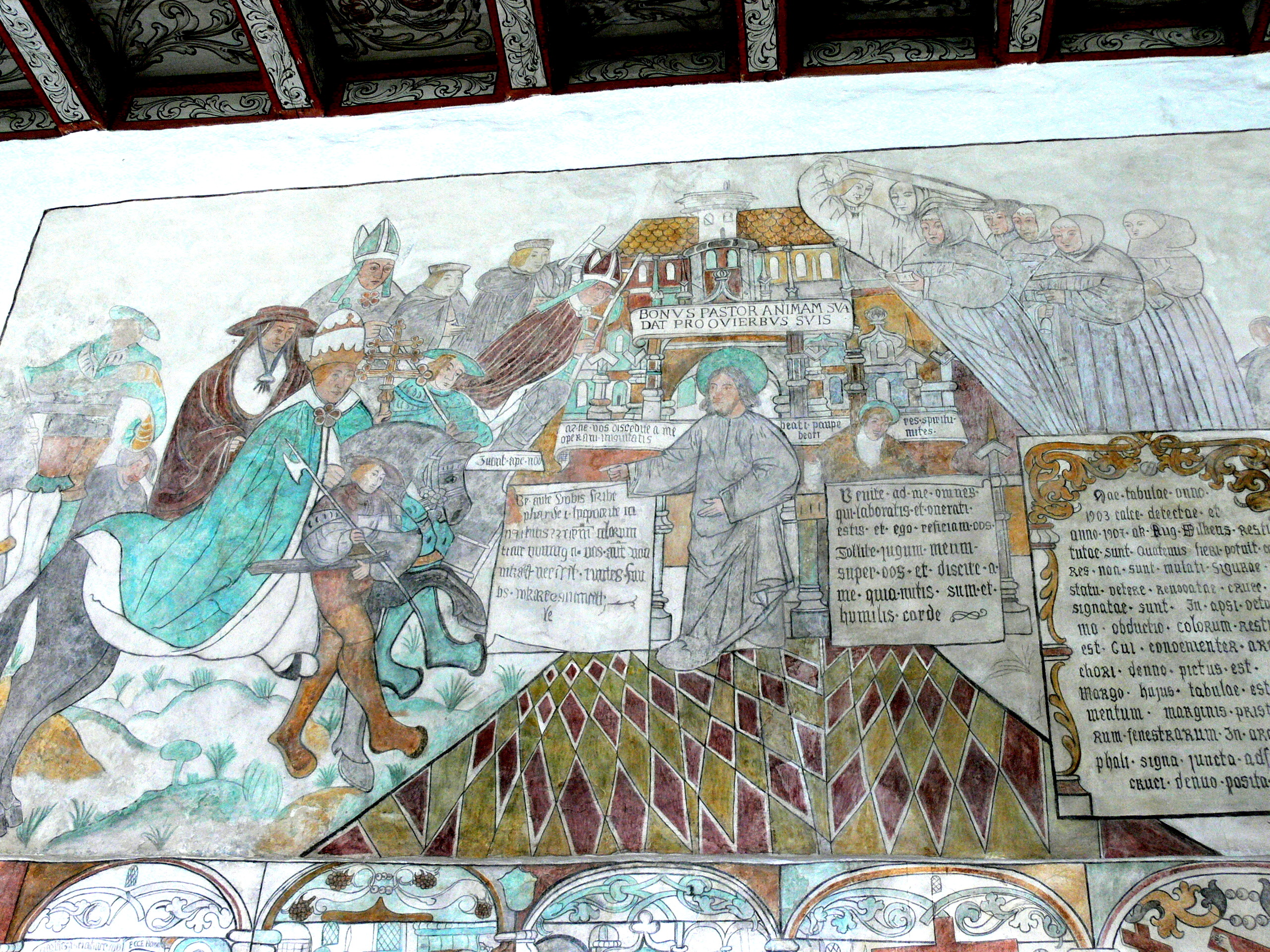
Jesus weist die katholischen Geistlichen am Himmelstor ab

An der Nordseite des Kirchenschiffs haben sich Wandmalereien aus dem frühen 16. Jahrhundert erhalten. Diese Malereien wurden später übertüncht und nach der Wiederentdeckung 1900 von dem Haderslebener Maler August Wilckens 1907 erneuert. 1931 kritisierte Egmont Lind diese Rekonstruktion und nahm eine erneute Übermalung vor. Neben einer Folge von Szenen aus der Passion Christi und Darstellungen der Heiligen Christophorus und Georg finden sich zwei antipäpstliche Bilder aus der Reformationszeit: Auf einem Bild halten der Papst und weitere Geistliche eine mit Siegeln behängte Urkunde. Die Urkunde, vermutlich die gegen Martin Luther gerichtete päpstliche Bulle Decet Romanum Pontificem von 1521, ist leer, trotzdem studieren sie zwei durch die Eselohren an ihren Kapuzen als Narren gekennzeichnete Männern, von denen einer als Zeichen seiner Gelehrsamkeit eine Brille in der Hand hält, aufmerksam. Darunter diskutieren ein Lutheraner und ein Mönch, hinter denen sich jeweils eine Gruppe Menschen versammelt. Dabei fällt auf, dass sich hinter dem Mönch vornehm gekleideten Städtern drängen, während der in weltlicher Kleidung gezeigte Lutheraner von Bauern begleitet wird.  Die zweite polemische Darstellung zeigt Christus als Weltenrichter zwischen mehreren Schrifttafeln vor dem himmlischen Jerusalem, der die katholischen Geistlichen abweist. Der lateinische Text über seinem Kopf lautet übersetzt „Der Gute Hirte lässt sein Leben für seine Schafe“ (Joh 10,12 ), was darauf anspielt, dass Christus für das Seelenheil gestorben ist, während die katholische Geistlichkeit sich vor allem bezahlen ließ. Als Vorbilder dieser Gemälde dienten vermutlich polemische Flugschriften.
Die Kirchenausstattung umfasst eine gotische Triumphkreuzgruppe im Chorbogen und ein renaissancezeitliches Altarretabel auf dem Altar in der halbrunden Apsis. Auch die Kanzel, deren Brüstungsreliefs mit lateinischen Texten versehene Szenen aus dem Leben Jesu zeigen, stammt aus der Reformationszeit. Einige Schnitzfiguren aus vorreformatorischen Altären sind an der Orgelempore angebracht. Der romanische Taufstein ist mit Männerköpfen und einem Musterfries verziert.